# PowerPC 620
Le PowerPC 620 était un microprocesseur RISC 64 bits basé sur l'architecture PowerPC, développé conjointement par Apple, IBM et Motorola. Il fait partie avec les PowerPC 602, PowerPC 603 et PowerPC 604 de la deuxième génération de PowerPC (ou G2). Il a été à peine utilisé par quelques serveurs de Bull Escala car ses performances, au moment de sa sortie en retard, étaient dépassées, y compris par de simples évolutions du PowerPC 604.

## Architecture
Destiné aux stations de travail et aux systèmes multiprocesseurs, le PowerPC 620 était le premier PowerPC à architecture 64 bits. Il pouvait exécuter quatre instructions par cycle d'horloge. Il avait deux unités de calcul en entiers, deux unités de calcul en virgule flottante et deux unités de gestion des branchements. Il intégrait 7 millions de transistors.

## Caractéristiques
- date d'introduction : annoncé en même temps que le PowerPC 604, finalement disponible confidentiellement vers 1996[2]
- finesse de gravure : annoncé à 0,5 micromètre, finalement disponible à 0,35 micromètre
- nombre de transistors : 7 millions
- taille : 311 mm2
- fréquence : annoncé à 133 MHz, finalement disponible à 180 MHz[3]
- tension électrique : 3,3 V
- registres et chemin de données 64 bit
- bus d'adressage 40 bit, bus de données 128 bits (2 × 64)
- taille de la mémoire cache :
  - niveau 1 : 32 Kio (instructions), 32 Kio (données)
  - niveau 2 : 128 Kio
- performances : annoncé à 225 SPECint92, 300 SPECfp92 à 133 MHz[4]